# Aksai (Lípetsk)
|  | Per a altres significats, vegeu «Aksai». |

Aksai (en rus: Аксай) és un poble de l'óblast de Lípetsk, a Rússia, que el 2011 tenia 251 habitants. Pertany al districte rural d'Úsman.